# 中山智幸
中山 智幸（なかやま ともゆき、1975年8月26日-）は、日本の小説家。鹿児島県鹿屋市出身｡

## 経歴
熊本市立高平台小学校、熊本市立京陵中学校、熊本県立熊本北高等学校英語科を経て、西南学院大学文学部卒業。
2005年、「さりぎわの歩き方」で第101回文學界新人賞受賞しデビュー。2008年、「空で歌う」で第138回芥川賞候補。2016年、第47回福岡市文学賞小説部門受賞。

## 作品リスト

### 単行本
- 『さりぎわの歩き方』（2007年6月、文藝春秋）
  - さりぎわの歩き方 - 『文學界』2005年12月号
  - 長い名前 - 『文学界』2007年3月号
- 『空で歌う』（2008年2月、講談社）
  - 空で歌う - 『群像』2007年8月号
  - 木曜日に産まれた - 『文學界』2007年12月号
- 『ありったけの話』（2008年9月、光文社）
- 『ブラスデイズ』（2012年7月、NHK出版）
- 『ペンギンのバタフライ』（2015年10月、PHP研究所 / 2021年11月、PHP文芸文庫）
  - さかさまさか - 書き下ろし
  - バオバブの夜 - 『文蔵』2013年6月号
  - ふりだしにすすむ - 『Happy Box』（2012年3月、PHP研究所）
  - ゲイルズバーグ、春 - 書き下ろし
  - 神様の誤送信 - 書き下ろし
  - エピローグ（文庫版のみ） - 書き下ろし
- 『暗号のポラリス』（2015年11月、NHK出版）

### アンソロジー収録
- 「ふりだしにすすむ」 - 『Happy Box』（2012年3月、PHP研究所 / 2015年11月、PHP文芸文庫）
- 「どうしてパレード」 - 『村上春樹への12のオマージュ いまのあなたへ』（2014年5月、NHK出版）
  - 初出:『NHKラジオ 英語で読む村上春樹』2013年6月号

### 単行本未収録作品
- 王さま消えたその後で - 『文學界』2006年4月号
- まわるもの - 『群像』2006年5月号
- 次のレース - 『群像』2006年11月号
- 平坦な町 - 『群像』2008年1月号
- あとのこと - 『群像』2008年12月
- 望遠 - 『文藝』2010年冬季号
- リボルバー8 - 『文學界』2011年10月
- ピーナッツ - 『文學界』2012年9月
- おまえは家族を愛していない - 『文藝』2017年夏季号